# Algund
Algund ([alˈgʊnt]; früher im Südtiroler Dialekt Lagund; italienisch Lagundo) ist eine italienische Gemeinde mit 4984 Einwohnern (Stand 31. Dezember 2023) in Südtirol. Sie grenzt unmittelbar an Meran.

## Geographie

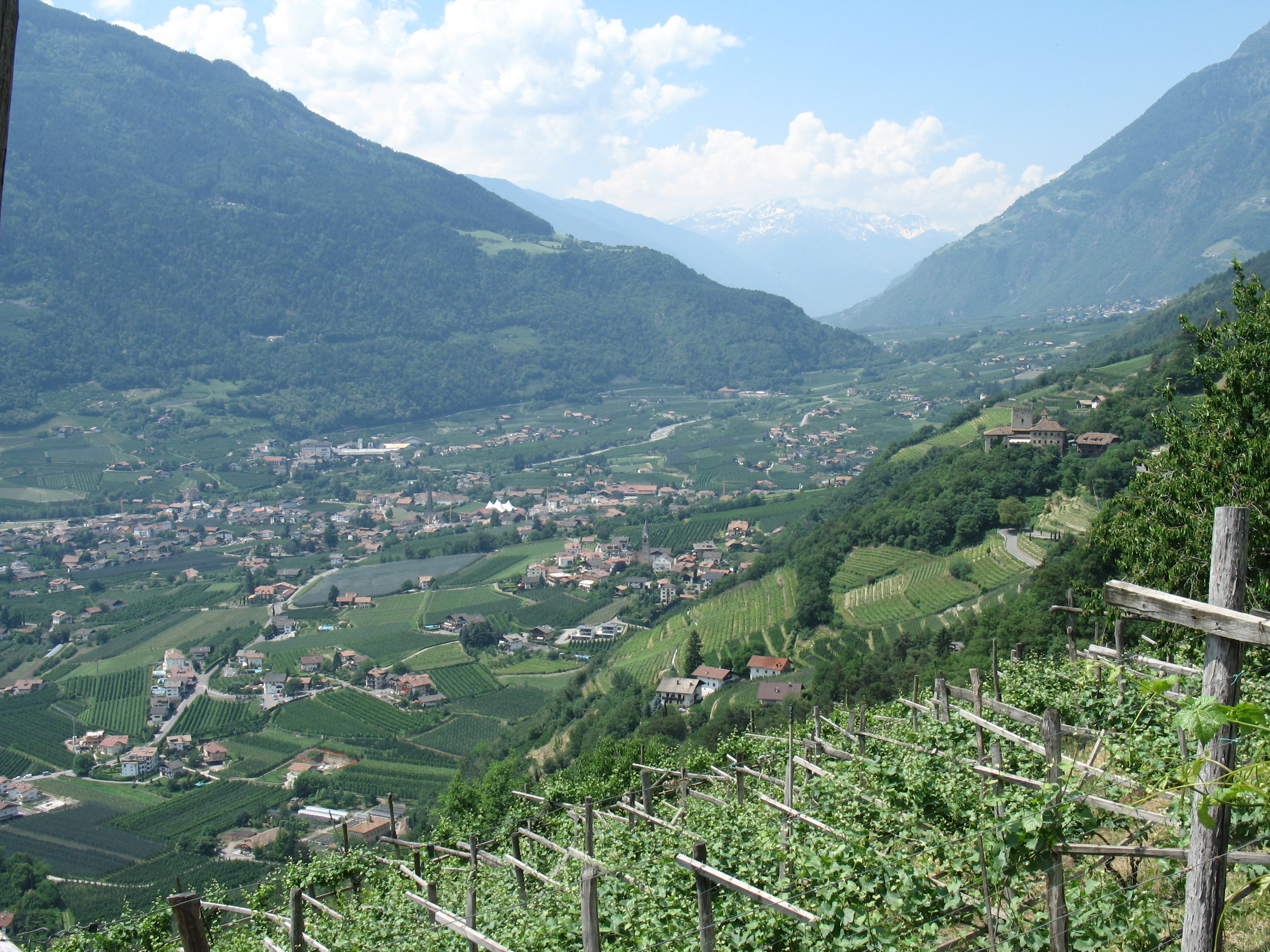
Blick über den Burggräfler Teil der Gemeinde Algund Richtung Töll

Die Gemeinde Algund erstreckt sich über zwei voneinander getrennte Gebiete im Etschtal: ein größeres im Burggrafenamt, ein kleineres im Vinschgau. Administrativ ist sie der Bezirksgemeinschaft Burggrafenamt zugeteilt.
Die größten Siedlungszentren liegen im Burggrafenamt am Westrand des Meraner Talkessels unterhalb der Töll. Auf der orographisch linken, nördlichen Talseite befinden sich hier das heutige Gemeindezentrum Mühlbach (350 m) und in etwas erhöhter Hanglage die Fraktionen Dorf (390 m), Mitterplars (400 m) und Oberplars (550 m). Noch weiter oben bietet eine Hangverebnung der Ortschaft Vellau (950 m) Platz, überragt von der Mutspitze (2291 m) und der Spronser Rötelspitze (2625 m). Diese stellen als Teil der Texelgruppe die südöstlichsten Ausläufer der Ötztaler Alpen dar und sind im Naturpark Texelgruppe unter Schutz gestellt. Im Talboden auf der anderen Seite der Etsch liegt die Fraktion Forst (380 m).
Die zur Gemeinde Algund gehörende territoriale Exklave im Vinschgau liegt südwestlich von Partschins größtenteils auf der orographisch rechten, südlichen Talseite. Sie zieht sich vom Talboden mit dem Weiler Ried (520 m) über die Hänge des Nördersbergs hoch, wo sich die Ortschaft Aschbach (1350 m) befindet. Darüber erreicht das Gemeindegebiet am Bergrücken des Vigiljochs, der im Zufrittkamm den nordöstlichsten Ausläufer der Ortler-Alpen bildet, am Rauhen Bichl noch eine Höhe von 2018 m.

## Geschichte
Auf dem Saxnerknott und dem Burgstallknott sowie zwischen Oberplars und Schloss Plars sind Siedlungen aus der Ur- und Frühzeit nachgewiesen. Auch im Algunder Ortsgebiet gab es prähistorische Siedlungsaktivitäten etwa auf der Anhöhe von Schloss Forst. In Mitterplars mehren sich Funde römischer Landvillen.
Ein in den Jahren 995–1005 im Traditionsbuch des Hochstifts Brixen verzeichnetes Alagumna wird häufig als Erstbeleg des Ortsnamens gedeutet, dieser These wurde allerdings auch widersprochen, da Alagumna in der Quelle nicht weiter lokalisiert ist. Gesicherte Nennungen gehen auf das 12. Jahrhundert zurück (Agundis, Alegunde). Die Deutung des Namens ist unklar. Eine Theorie führt ein lateinisches ad lacumina (‚bei dem Weiher‘) an, womit sich der Flurname wohl auf ein Schwemmland aus der Zeit, als die Etsch noch nicht reguliert war, bezogen hätte. Andere Hypothesen setzen den Namen als vorrömisch an.
In Algund wurden 1932 und 1942 vier Figurenmenhire aus der Kupferzeit gefunden, zwei davon befinden sich im Südtiroler Archäologiemuseum in Bozen, die anderen beiden im Palais Mamming Museum in Meran (siehe auch Algunder Menhire). Replikate sind vor dem Tourismusbüro ausgestellt.
Zur Römerzeit verlief die Via Claudia Augusta vermutlich durch Algund. Der vermeintlich aus dieser Zeit stammende Brückenkopf am Etschufer wurde 2011 mit einer Glaskonstruktion überdacht.
Um 1241 stiftete Adelheid, Tochter des Grafen Albert von Tirol, das Kloster Maria Steinach.
Im Zuge des Deutschen Bauernkriegs kam es 1525 zum Aufstand der Tiroler unter Michael Gaismair, wobei auch Algund zum Kampfgebiet wurde.
Am 27. Juli 1765 wurde in Algund Anna Ladurner geboren, die am 21. Juli 1789 in Meran den Sandwirt Andreas Hofer heiratete. Sie starb am 6. Dezember 1836 in St. Leonhard in Passeier.
Das Wasserkraftwerk Töll ging als das erste Großkraftwerk in Südtirol und als eines der ersten in Europa 1898 in Betrieb.
1974 wurde Algund um die Fraktion Forst vergrößert, die bis dahin zu Marling gehört hatte.

## Politik

### Bürgermeister
Bürgermeister seit 1952:
- Johann Gamper: 1952–1995
- Anton Schrötter: 1995–2010
- Ulrich Gamper: 2010–2025
- Alexandra Ganner: seit 2025

### Gemeindepartnerschaften
- Etzenricht, Bayern

## Bevölkerung
Algund ist gemäß den erhobenen Sprachgruppenzugehörigkeitserklärungen bzw. Sprachgruppenzuordnungserklärungen eine mehrheitlich deutschsprachige Gemeinde. Als Berechnungsgrundlage der folgenden Prozentwerte wurden die gültigen Erklärungen von Personen mit italienischer Staatsbürgerschaft herangezogen.
| Sprache     | 1981    | 1991    | 2001    | 2011    | 2024    |
| ----------- | ------- | ------- | ------- | ------- | ------- |
| Deutsch     | 86,49 % | 87,79 % | 86,81 % | 85,17 % | 82,75 % |
| Italienisch | 13,34 % | 11,96 % | 12,93 % | 14,58 % | 16,90 % |
| Ladinisch   | 0,17 %  | 0,25 %  | 0,26 %  | 0,25 %  | 0,35 %  |

## Kultur und Sehenswürdigkeiten
Sehenswert sind die vielen Kirchen und Kapellen, das Kloster Maria Steinach und die Burg Vorst.

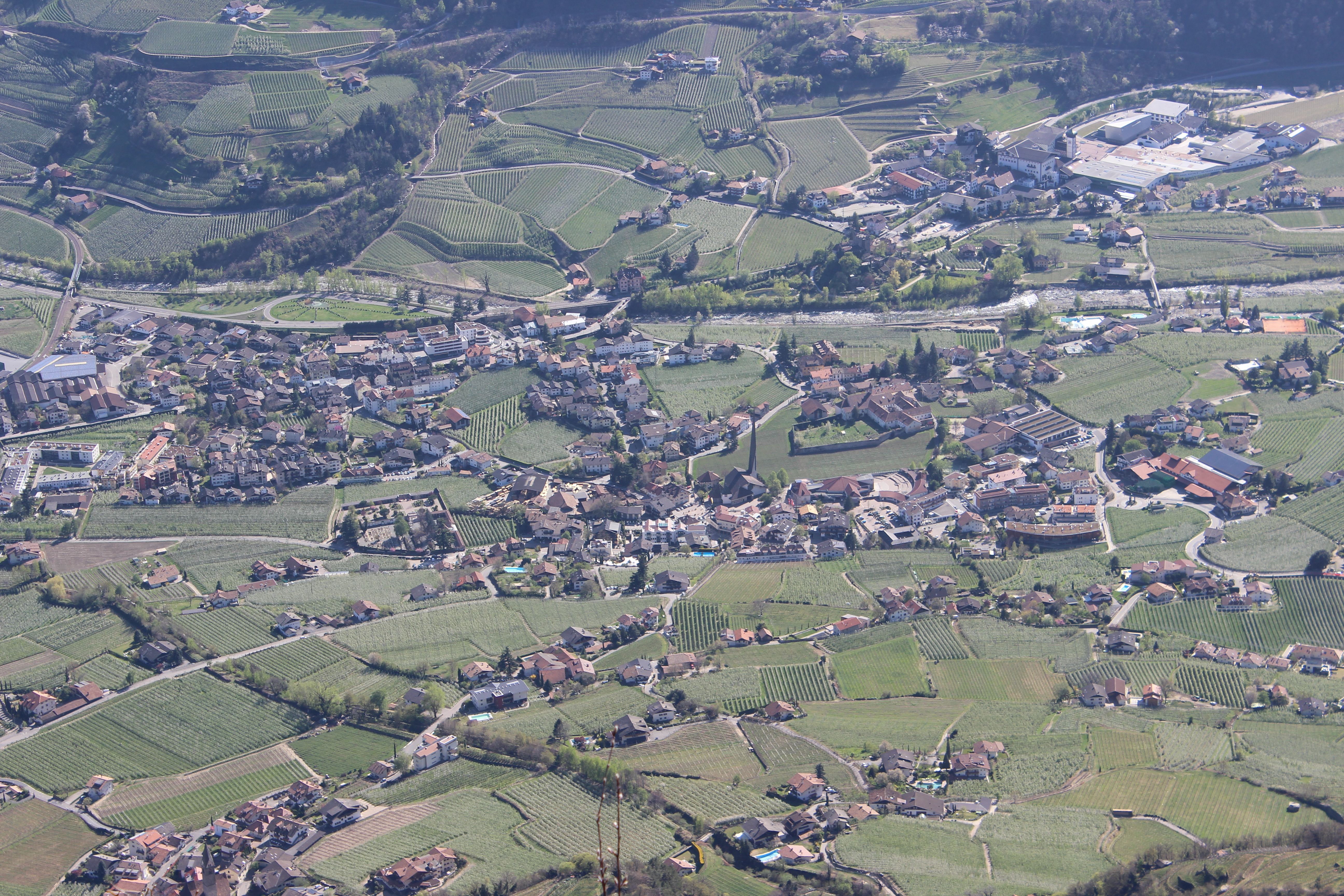
Das Ortszentrum von Algund

### Pfarrkirche zum Heiligen Josef
Pläne zum Bau einer neuen Kirche reiften in Algund bereits in den 1910er Jahren, da die alte Kirche St. Hippolyt und St. Erhard im ursprünglichen Ortszentrum der gewachsenen Gemeindegröße nicht mehr gerecht werden konnte. Die darauf folgenden Weltkriege und der zwischenzeitliche italienische Faschismus ließen alle Neubaupläne in den Hintergrund rücken. Erst die 1960er Jahre brachten erneut Schwung für die Idee, im Talboden der Fraktion Mühlbach einen modernen Sakralbau zu errichten. In den Jahren von 1966 bis 1971 entstand nach den Plänen des Architekten Willi Gutweniger im neuen, modernen, touristisch geprägten Ortszentrum die neue Pfarrkirche. Der ordentliche Betrieb konnte schließlich im Mai 1971 nach dem Bauabschluss beginnen. Die feierliche Einweihung musste allerdings noch bis zum März 1977 warten, da die in Österreich bestellte Orgel aufgrund der Abwertung der Lira zunächst nicht erworben werden konnte.
Die neue Kirche mit ihrem für das Alpenland untypischen, 70 Meter hohen, nadelförmig zulaufenden Kirchturm weist zahlreiche symbolträchtige Besonderheiten auf. So ist sie im Gegensatz zu den traditionellen Bauten nach Süden orientiert. Neben dem Altar weiten sich jeweils nach Osten und Westen zwei große, deckenhohe Glasfenster in den Besucherraum.

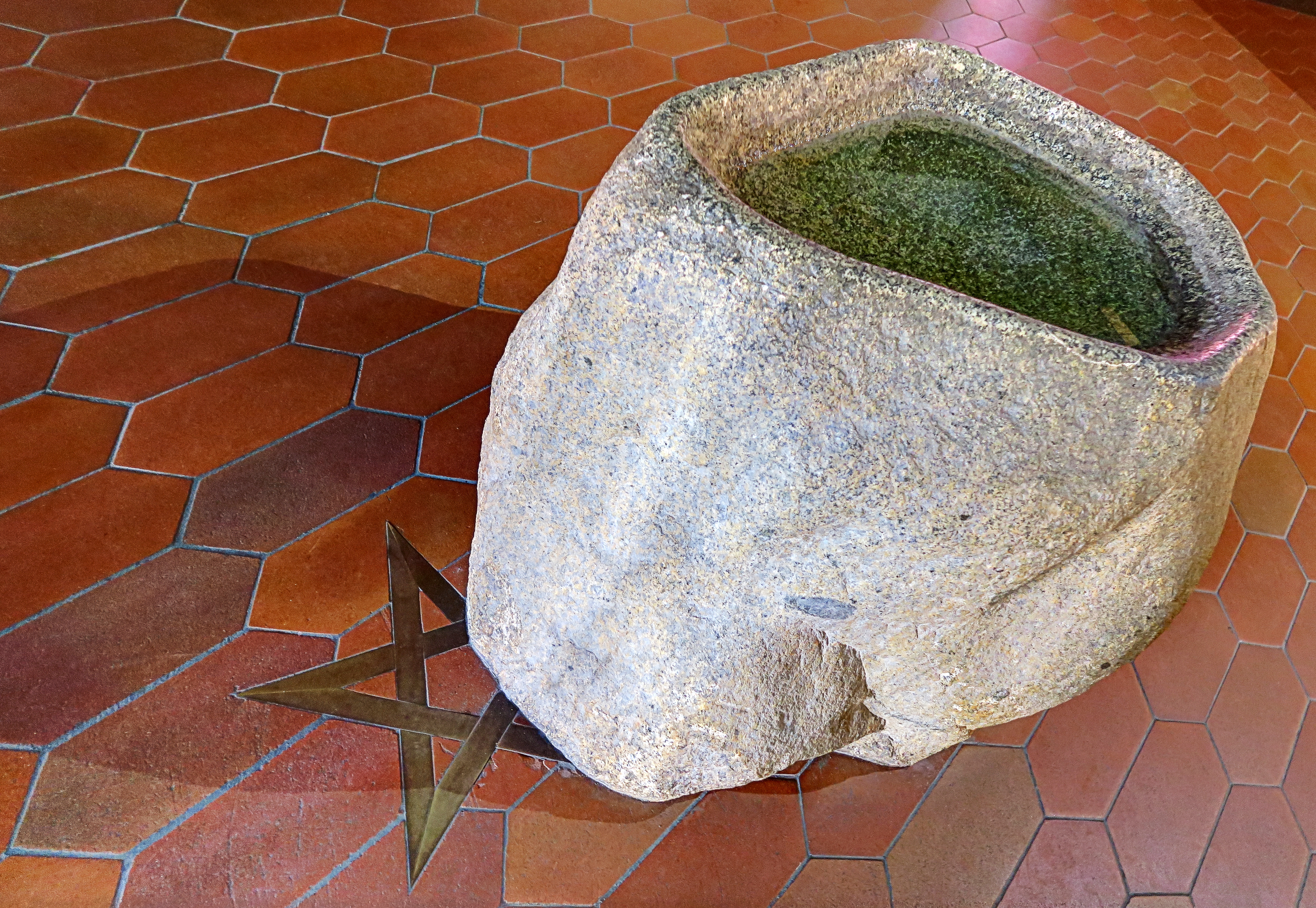
Weihwasserstein auf Pentagramm

Bemerkenswert ist der in die Breite ausgerichtete Kirchenraum, der die Gottesdienstbesucher im Gegensatz zur traditionellen Längsstruktur näher an den Altar rücken lässt. Das in seiner Grundstruktur sechseckige Gebäude ist ausgestattet mit religiöser Symbolik. So lastet der Weihwasserstein im Eingangsbereich auf dem fünfzackigen Drudenfuß, als Wahrzeichen des Heidnischen und will damit die Befreiung vom Bösen durch die Taufe darstellen.

### Bauwerke

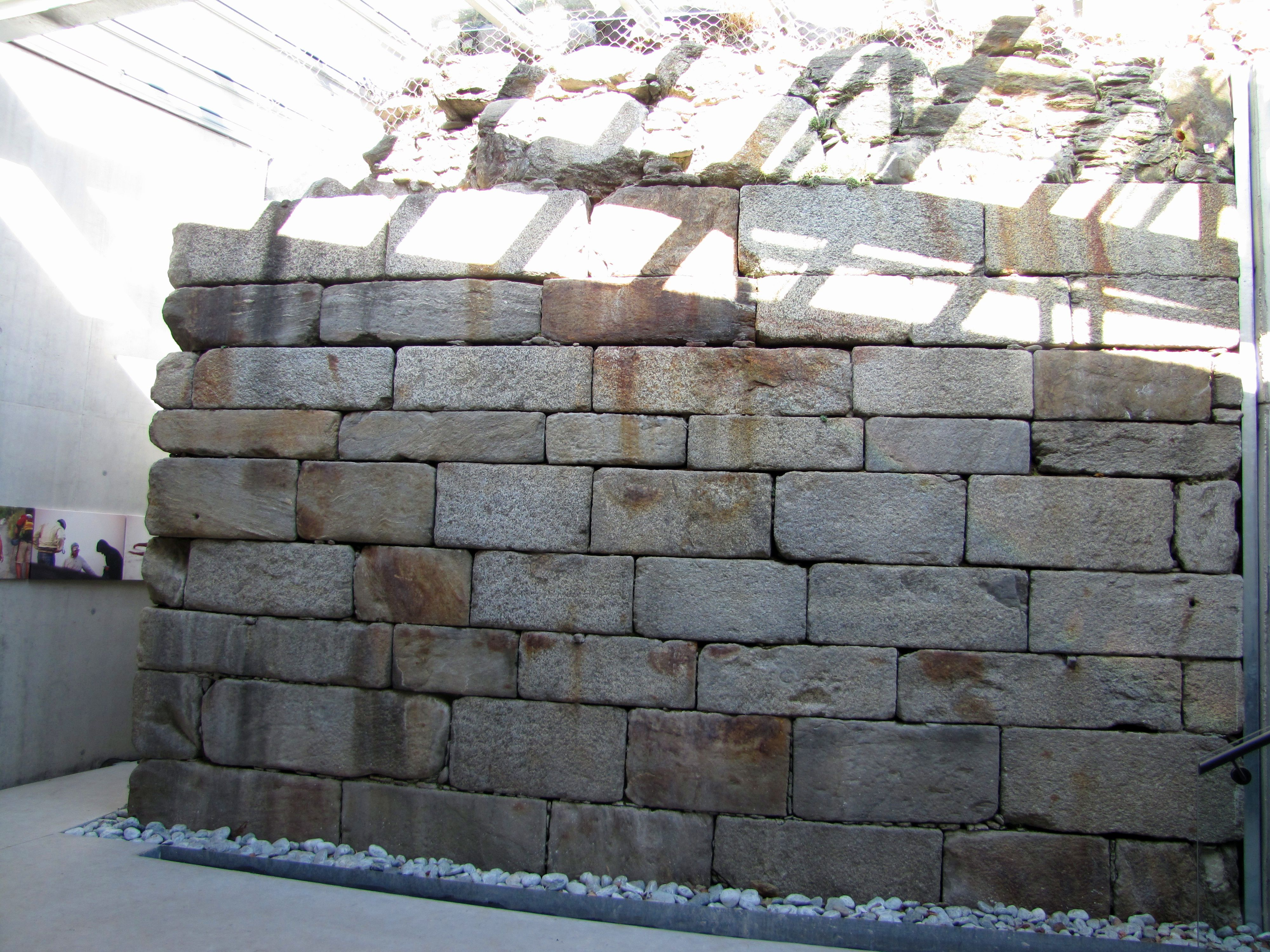
Reste der vermeintlichen Algunder Römerbrücke (Entstehung im 15. Jh. wahrscheinlicher)
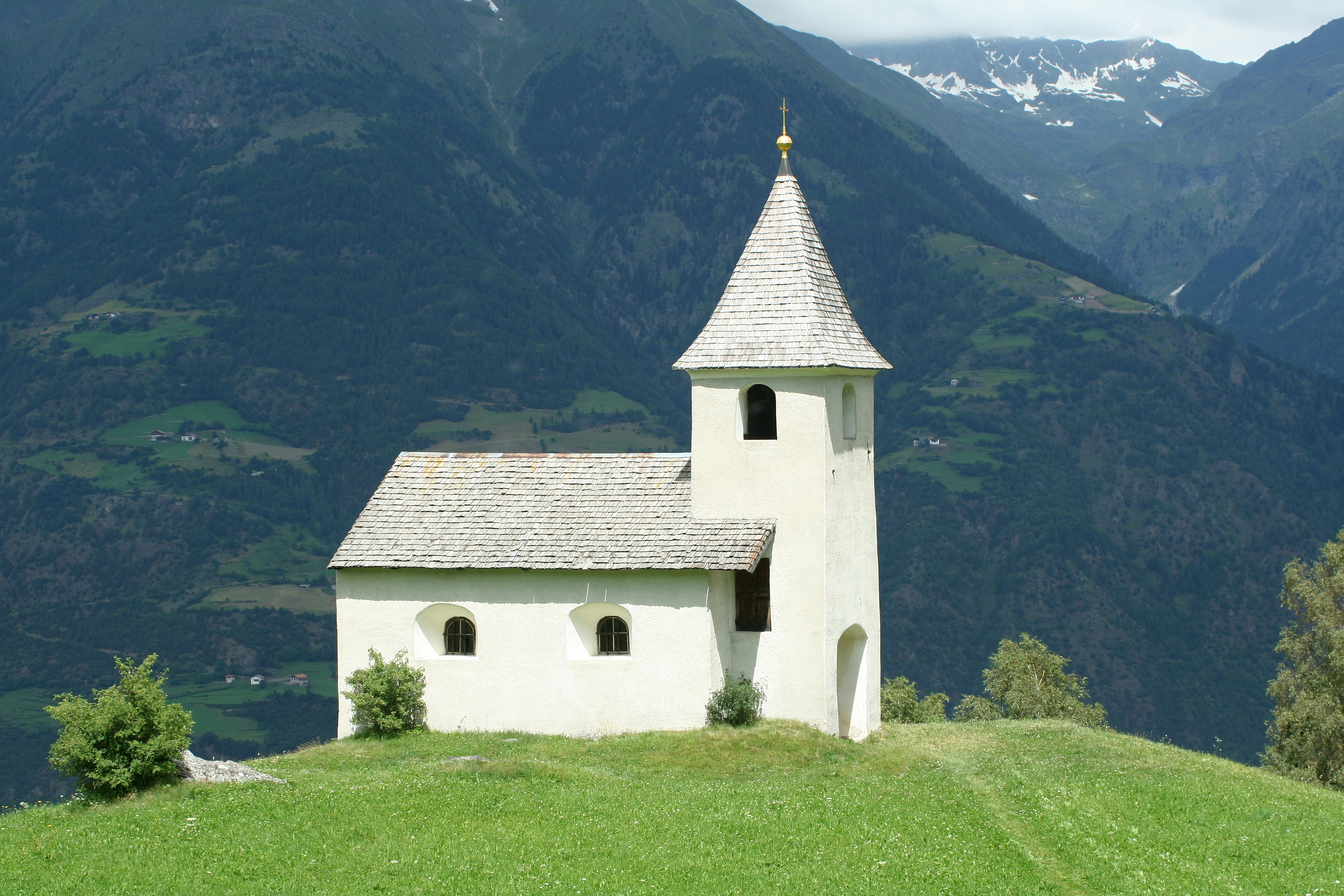
Kapelle Maria Schnee in Aschbach, erbaut 1695
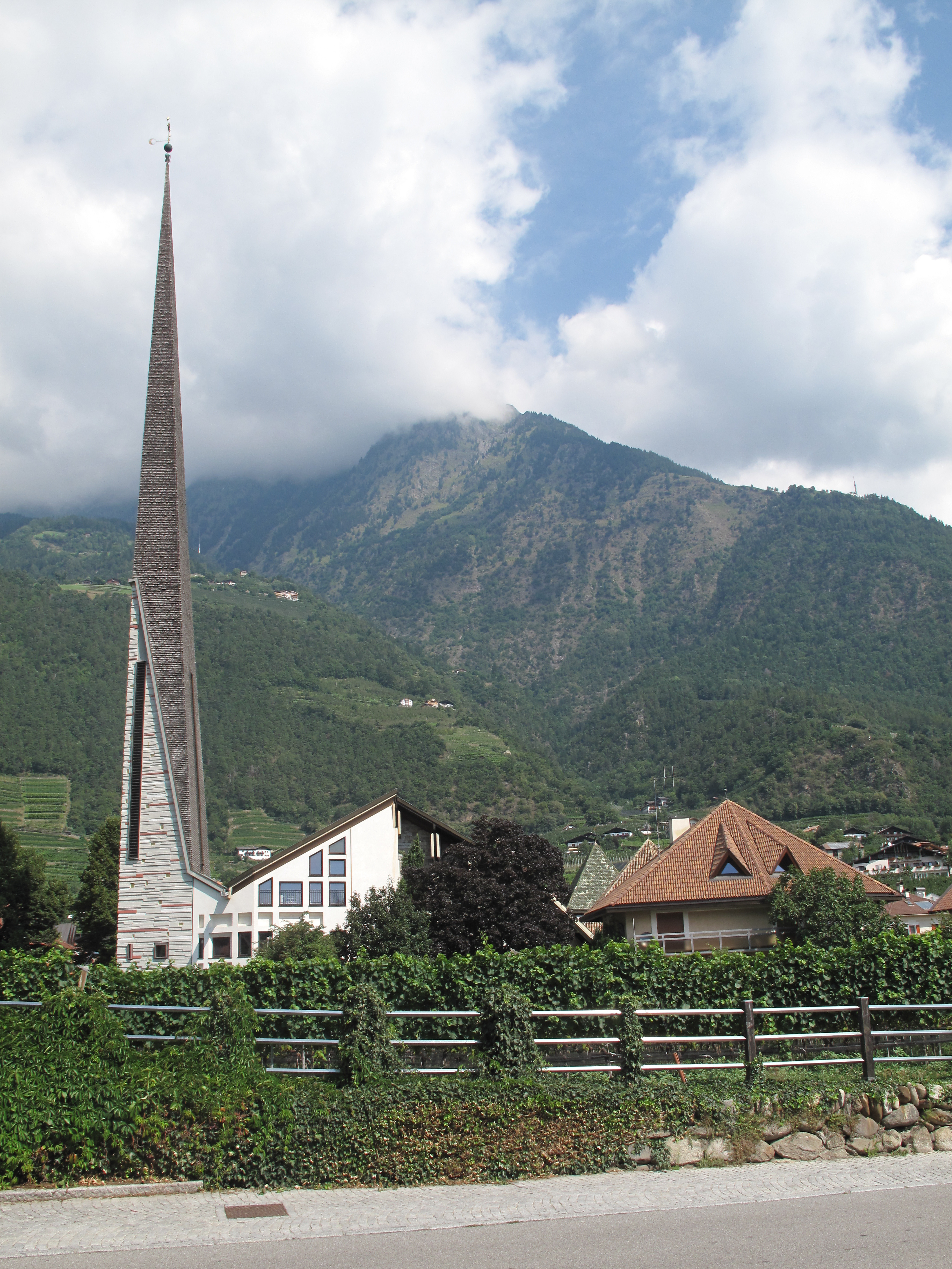
Neue St.-Josef-Kirche
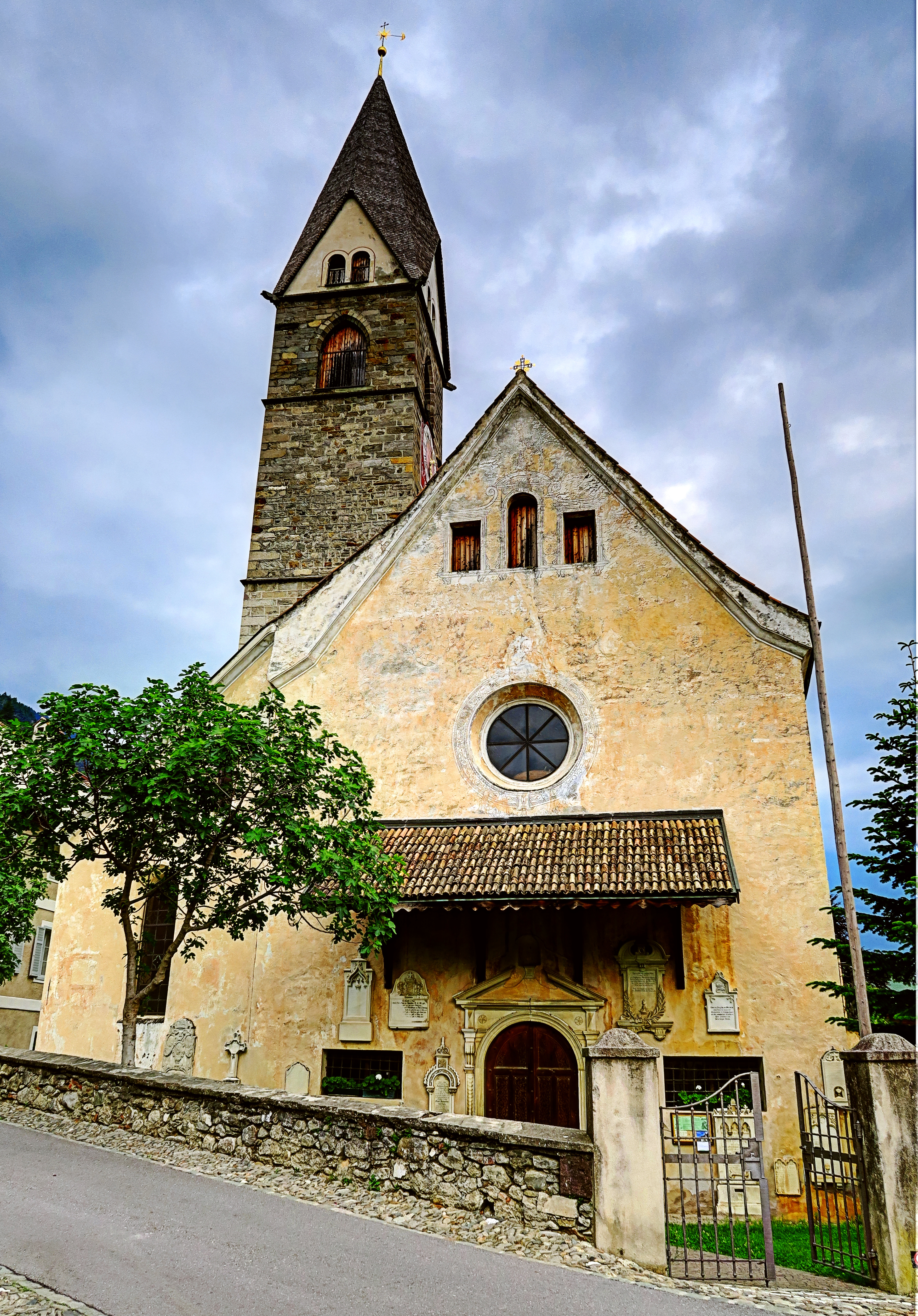
Alte Pfarrkirche St. Hippolyt und St. Erhard ⊙

### Waale, Waalwege
Die bereits seit dem 13. Jahrhundert zur Bewässerung der landwirtschaftlichen Flächen errichteten „Waale“ verlaufen im Süden der Texelgruppe in Richtung Meran. Ihr Wasser wird im Westen von der Etsch abgezweigt und gilt anfangs als Plarser Waal. Dieser setzt sich fort als Algunder Waal und endet weiter im Osten als Gratscher Waal.
Die zur Aufrechterhaltung der Wasserversorgung auch aktuell noch benutzten Wege werden heutzutage im Wesentlichen als Wanderwege benutzt und bilden insgesamt den Algunder Waalweg. Er bietet durch seine Lage am Fuß der Texelhänge reizvolle Talblicke über Algund und ins Meraner Land und ist wegen seiner geringen Neigung und insgesamt nur ca. 6 km Länge unschwierig zu gehen.
Abzweigend vom Algunder Waalweg bieten sich weitere Wandermöglichkeiten an: In Mitterplars führt der Sessellift Algund-Vellau über die Leiteralm zum Meraner Höhenweg. Es gibt eine (etwas steile) Abzweigung, den „Ochsentodweg“, nach Dorf Tirol und zum Schloss Tirol. Nach dem östlichen Ende des Waalwegs beginnt nach ca. 600 Metern der Tappeinerweg (ein botanisches Erlebnis), der nach Meran führt. Ein weiterer Waalweg, am Marlinger Waal, führt rechts der Etsch über 12 km bis nach Oberlana.

Infotafel am Waalweg zur Entstehung des Algunder Waals
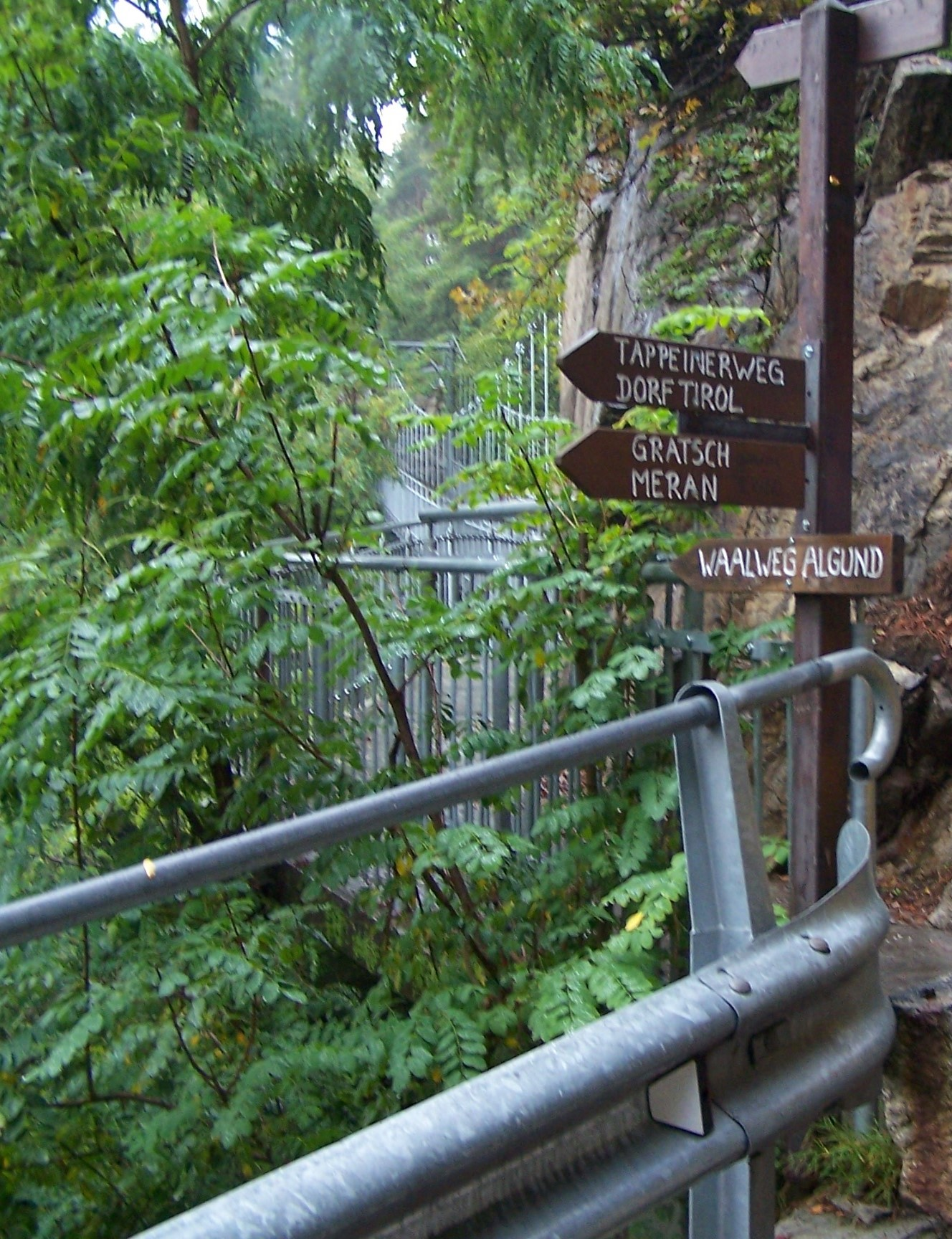
An einer Metallbrücke oberhalb von Gratsch endet der Algunder Waalweg

### Algunder Musikkapelle
Entstanden ist die Musikkapelle im Jahr 1837 und zählt zurzeit über 80 aktive Mitglieder. Ihre Literatur umfasst Transkriptionen von klassischen Werken der Opern-, Operetten und Orchesterliteratur, Originalwerke für Blasmusik von Tiroler und internationalen Komponisten, Walzer, Märsche, Polkas, Filmmusik und Musicals.

## Wirtschaft und Infrastruktur

### Unternehmen
Wirtschaftlich bedeutsam sind vor allem der Tourismus sowie der Obst- und Weinanbau. In der Fraktion Forst befindet sich die Brauerei Forst, eine der größten Italiens. Mit 40 Geschäften zählt das Einkaufszentrum Algo zu den größten Einkaufszentren in Südtirol.

### Bildung
Die in Algund angesiedelten Bildungseinrichtungen für die deutsche Sprachgruppe umfassen zwei Kindergärten (in Mühlbach und Forst), sowie eine Grundschule und Mittelschule in Mühlbach. Für die italienische Sprachgruppe gibt es allein einen Kindergarten in Mühlbach.

### Verkehr
Die Gemeinde wird von der SS 38 durchquert, die von Süden von Bozen kommend bis Algund als „MeBo“ zu einer Schnellstraße ausgebaut ist. Die Vinschgaubahn (Mals–Meran) bedient Algund mit einer Haltestelle. Zudem führt die Radroute 2 „Vinschgau–Bozen“ durch das Gemeindegebiet.
Die höchstgelegenen Algunder Fraktionen Aschbach und Vellau sind außer über langgewundene Bergstraßen auch durch die Seilbahn Aschbach bzw. den Sessellift Algund–Vellau erreichbar.

## Persönlichkeiten

### Söhne und Töchter der Gemeinde
- Anna Ladurner Hofer (1765–1836), Frau von Andreas Hofer
- Peter Thalguter (1776–1809), Schütze

### Mit der Gemeinde verbundene Persönlichkeiten
- Günther Dissertori (* 1969), Physiker und Rektor der ETH Zürich
- Johannes Frasnelli (* 1974), Mediziner und Hochschullehrer
- Martina Ladurner (* 1969), Politikerin
- Norberto Oberburger (* 1960), Gewichtheber
- Omar Visintin (* 1989), Snowboarder[15]